# ディマコ
ディマコ(Diemaco)は、カナダオンタリオ州キッチナーに拠点を置き、コルト社よりM16のライセンスを受諾し、コルト・カナダ C7シリーズを生産していた会社である。 2005年5月20日、2000年にディマコを買収した親会社のHéroux-Devtekからの1820万ドルに及ぶ買収により、コルト・ファイヤーアームズの一部門となった。